# Diocesi di Kaohsiung

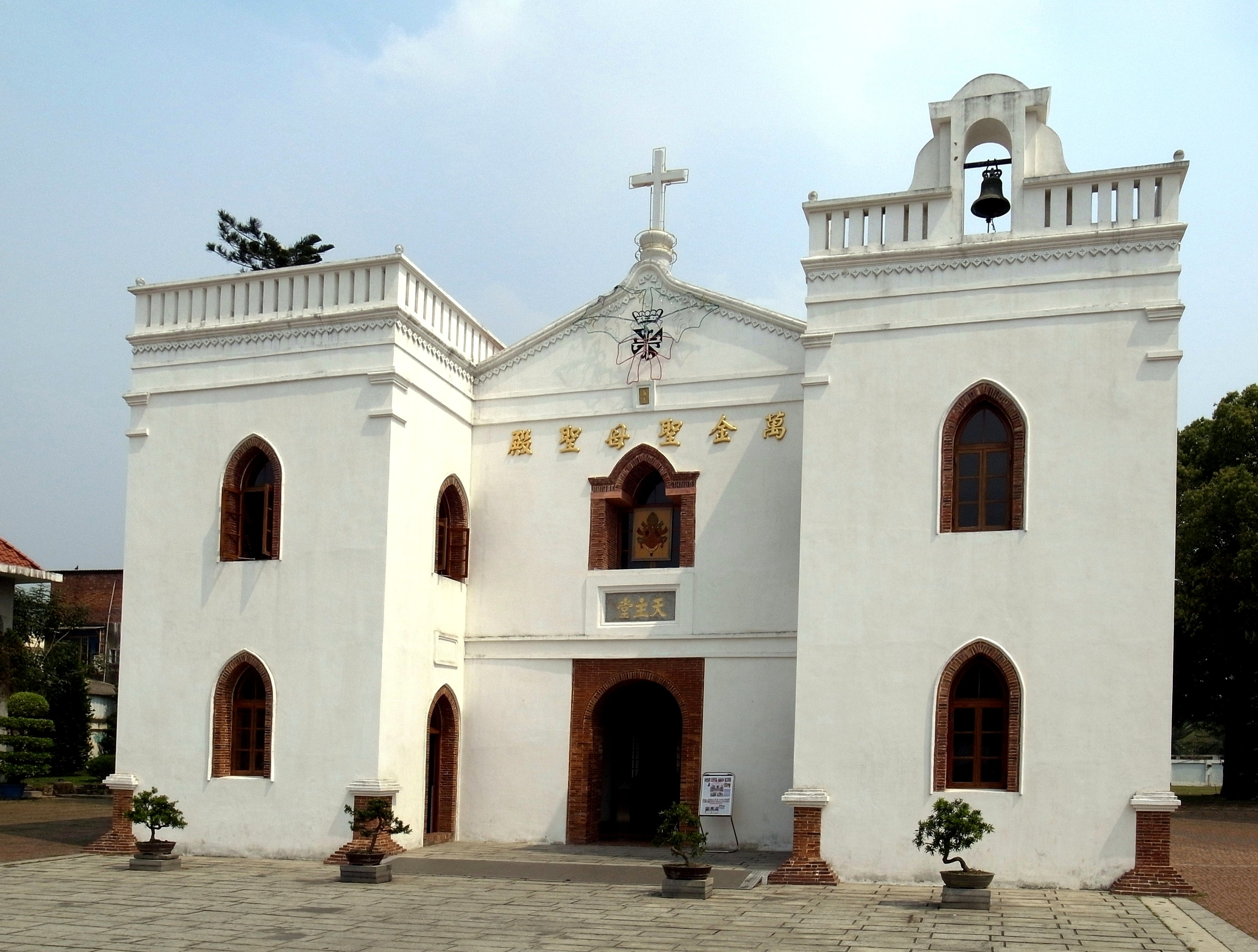
La basilica minore dell'Immacolata Concezione di Wanluan.

La diocesi di Kaohsiung (in latino: Dioecesis Kaohsiungensis) è una sede della Chiesa cattolica a Taiwan suffraganea dell'arcidiocesi di Taipei. Nel 2021 contava 36.178 battezzati su 3.574.120 abitanti. È retta dall'arcivescovo (titolo personale) Peter Liu Cheng-chung.

## Territorio
La diocesi comprende la special municipality di Kaohsiung e la contea di Pingtung nella parte meridionale dell'isola di Taiwan.
Sede vescovile è la città di Kaohsiung, dove si trova la cattedrale del Santo Rosario. A Wanluan sorge la basilica minore dell'Immacolata Concezione, la più antica chiesa cattolica dell'isola.
Il territorio si estende su 5.728 km² ed è suddiviso in 60 parrocchie, raggruppate in 9 decanati.

## Storia
La prefettura apostolica dell'Isola di Formosa fu eretta il 19 luglio 1913 con il decreto Quo feliciter di Propaganda Fide, ricavandone il territorio dal vicariato apostolico di Amoy o Hsiamen (oggi diocesi di Xiamen).
Il 30 dicembre 1949 la prefettura apostolica ha ceduto porzioni del suo territorio alla prefettura apostolica di Taipei (oggi arcidiocesi) e contestualmente ha assunto il nome di prefettura apostolica di Kaohsiung.
Il 10 agosto 1950 ha ceduto una porzione del suo territorio a vantaggio dell'erezione della prefettura apostolica di Taichung (oggi diocesi)
Il 7 agosto 1952 ha ceduto altre porzioni di territorio a vantaggio dell'erezione delle prefetture apostoliche di Hwalien e di Kiayi (oggi entrambe diocesi).
Il 21 marzo 1961 in forza della bolla Quoniam secundum di papa Giovanni XXIII la prefettura apostolica ha ceduto un'ulteriore porzione di territorio a vantaggio dell'erezione della diocesi di Tainan e nel contempo è stata elevata a diocesi.

## Cronotassi dei vescovi
Si omettono i periodi di sede vacante non superiori ai 2 anni o non storicamente accertati.
- Clemente Fernández, O.P. † (2 settembre 1913 - giugno 1921 dimesso)
- Thomas de la Hoz, O.P. † (1º agosto 1921[1] - 2 aprile 1941 dimesso)
  - Sede vacante (1941-1948)[2]
- Joseph Arregui y Yparaguirre, O.P. † (5 marzo 1948 - 21 marzo 1961 dimesso)
- Joseph Cheng Tien-Siang, O.P. † (21 marzo 1961 - 19 agosto 1990 deceduto)
- Paul Shan Kuo-hsi, S.I. † (4 marzo 1991 - 5 gennaio 2006 ritirato)
- Peter Liu Cheng-chung, succeduto il 5 gennaio 2006

## Statistiche
La diocesi nel 2021 su una popolazione di 3.574.120 persone contava 36.178 battezzati, corrispondenti all'1,0% del totale.
| anno | popolazione | popolazione | popolazione | presbiteri | presbiteri | presbiteri | presbiteri                | diaconi | religiosi | religiosi | parrocchie |
| anno | battezzati  | totale      | %           | numero     | secolari   | regolari   | battezzati per presbitero | diaconi | uomini    | donne     | parrocchie |
| ---- | ----------- | ----------- | ----------- | ---------- | ---------- | ---------- | ------------------------- | ------- | --------- | --------- | ---------- |
| 1950 | 10.431      | 4.879.178   | 0,2         | 17         | 3          | 14         | 613                       |         | 14        | 112       | 10         |
| 1970 | 50.057      | 2.412.653   | 2,1         | 78         | 17         | 61         | 641                       |         | 70        | 128       | 54         |
| 1980 | 48.931      | 3.206.500   | 1,5         | 78         | 20         | 58         | 627                       |         | 78        | 117       | 53         |
| 1990 | 46.152      | 3.368.928   | 1,4         | 86         | 19         | 67         | 536                       |         | 76        | 145       | 55         |
| 1999 | 46.081      | 3.600.821   | 1,3         | 92         | 21         | 71         | 500                       |         | 84        | 147       | 62         |
| 2000 | 46.248      | 3.614.872   | 1,3         | 92         | 20         | 72         | 502                       |         | 74        | 143       | 62         |
| 2001 | 46.454      | 3.626.206   | 1,3         | 91         | 26         | 65         | 510                       |         | 70        | 140       | 62         |
| 2002 | 46.435      | 3.637.920   | 1,3         | 89         | 17         | 72         | 521                       |         | 76        | 148       | 58         |
| 2003 | 47.106      | 3.649.083   | 1,3         | 83         | 18         | 65         | 567                       |         | 67        | 143       | 62         |
| 2004 | 47.221      | 3.650.591   | 1,3         | 87         | 17         | 70         | 542                       |         | 71        | 141       | 57         |
| 2006 | 48.000      | 3.697.000   | 1,3         | 90         | 28         | 62         | 533                       |         | 63        | 131       | 58         |
| 2011 | 45.950      | 3.646.992   | 1,3         | 84         | 32         | 52         | 547                       | 1       | 53        | 122       | 59         |
| 2013 | 45.247      | 3.694.000   | 1,2         | 81         | 34         | 47         | 558                       |         | 49        | 130       | 61         |
| 2016 | 39.190      | 3.736.000   | 1,0         | 79         | 38         | 41         | 496                       |         | 78        | 106       | 59         |
| 2019 | 36.704      | 3.598.939   | 1,0         | 74         | 36         | 38         | 496                       |         | 75        | 115       | 60         |
| 2021 | 36.178      | 3.574.120   | 1,0         | 80         | 40         | 40         | 452                       |         | 40        | 112       | 60         |